# Sione Ngū Manumataongo Uelingatoni
Sione Ngū Manumataongo Uelingatoni, książę Tuʻipelehake (ur. 7 stycznia lub 7 lutego 1922 w Nukuʻalofie, zm. 10 kwietnia 1999 w Auckland) – tongański polityk,  młodszy brat króla Taufaʻahau Tupou IV.

## Edukacja
Urodził się w Pałacu królewskim w Nukuʻalofie. Był ostatnim dzieckiem królowej Salote Tupou III i Viliami Tupoulahi Tukuʻaho. Kształcił się w Wesleyan European School w rodzinnym mieście, następnie w Tupou College w Nafualu oraz w Newington College w Sydney i Gatton College w Queensland.

## Kariera polityczna i dworska
7 stycznia 1943 otrzymał tytuł księcia Tuʻipelehake. W latach 1944–1946 był pracownikiem ministerstwa rolnictwa. Od 1948 do 1949 był Głównym Inspektorem Rolnym. W 1949 został mianowany gubernatorem Vavaʻu. Funkcję tę pełnił do 1952, gdy przeniesiono go na stanowisko gubernatora Haʻapai. W 1953 wszedł w skład rządu, obejmując tekę ministra zdrowia i gruntów rolnych. Siedem lat później został wicepremierem. W 1965 stanął na czele rządu (do 1991), obejmując także ministerstwo rolnictwa. Kierował tym resortem aż do wycofania się z polityki w 1991. Dodatkowo, w latach 1965 - 1972 był ministrem edukacji i pracy, w latach 1970 - 1979 szefem dyplomacji, a w latach 1972 - 1991 ministrem leśnictwa, rybołówstwa i morza.

## Życie prywatne
10 czerwca 1947 w Nukuʻalofie poślubił księżniczkę Melenaite Tupoumoheofo. Miał z tego związku dwóch synów i cztery córki:
- księcia Sione ʻUluvalu Ngū Takeivulai Tukuʻaho
- księcia Viliami Tupoulahi Mailefihi Tukuʻaho
- księżniczkę Mele Siuʻilikutapu Tukuʻaho
- księżniczkę ʻElisiva Fusipala Taukiʻonetuku Tukuʻaho
- księżniczkę Lavinia Mata-ʻo-Taone Tukuʻaho
- księżniczkę Sinaitakala ʻOfeina-ʻe he-Langi Tukuʻaho[6]

## Odznaczenia
- Medal Koronacji Królowej Elżbiety II (1953)
- Honorowy Komandor Orderu Imperium Brytyjskiego (11 czerwca 1966)
- Honorowy Rycerz Komandor Orderu Imperium Brytyjskiego (14 lutego 1977)
- Złoty Medal Zasługi ʻUluafu (8 stycznia 1982)
- Order Korony Tonga (1991)
- Medal Srebrnego Jubileuszu Koronacji Taufaʻahau Tupou IV (4 lipca 1992)